# مهدي صالح الدولعي
مهدي صالح الدولعي هو سياسي عراقي شغل منصب وزير العدل أكثر من مرة في الحكومات العراقية.
شغل منصب وزير العدل بعد ثورة 8 شباط 1963، وبقي في المنصب حتى 7 تشرين الأول 1963، حيث عين وزير دولة لشؤون الأوقاف، وشغل كامل الخطيب منصب وزير العدل.
كما شغل منصب وزير العدل مرة أخرى للفترة 30 تموز 1968–31 كانون الأول 1969.
كما شغل منصب رئيس ديوان مجلس الوزراء فترة الستينات.